# Списак америчких аутора стрипа
Ово је списак америчких аутора стрипова. Иако се стрипови издавају у разним форматима, у овом списку најбројнији су аутори стрип свески и цртаних романа. Наравно, у списку се могу наћи и неки од аутора новинских стрипова али само уколико су били истицани као иноватори жанра. 
Сви аутори са списка су пореклом из САД иако неки од њих објављују у другим земљама или су њихови грађани. 

### Аутори стрипова
- Аутколт, Ричард Фелтон, аутор првог модерног новинског стрипа Жути деран
- Вотерсон, Бил, аутор стрипа Калвин и Хобс
- Дејвис, Фил, цртач стрипа Мандрак мађионичар
- Мекеј, Винзор, аутор стрипа Мали Немо
- Рејмонд, Алекс, аутор стрипа Тајни агент Икс-9
- Тафтс, Ворен, аутор стрипова Ленс и Кејси Рагли
- Фајнингер, Лајонел, аутор стрипова  и
- Фолк, Ли, сценариста стрипова Фантом и Мандрак мађионичар
- Хериман, Џорџ, аутор раног новинског стрипа Маца Шиза
- Шулц, Чарлс М., аутор стрипа Клинци из моје улице
- Шустер, Џо, цртач стрипа Супермен

### Активни аутори стрипа
- Адамс, Арт
- Адамс, Нил
- Адкинс, Ден, цртач оловком и тушер у едицији Сребрно доба
- Ацарело, Брајан, сценариста стрипа 100 метака
- Ајгал, Џамал, цртач стрипа Ватрена олуја
- Андерсон, Брент, цртач стрипа Strikeforce: Morituri и Astro City
- Андерсон, Марфи, тушер у едицији Сребрно доба издавачке куће DC Comics
- Арагонес, Серхио, аутор стрипа Гру
- Баг, Питер, аутор стрипа Мржња
- Багли, Марк, цртач стрипа Нови Спајдермен
- Банон, Мајк, сценариста/цртач стрипа Oombah Jungle Moon Man, цртач стрипа To Be Announced
- Бар, Дона, ауторка стрипова Stinz и Бресква за десерт
- Басфорд, Ричард, цртач оловком, тушер, илустратор ваздушним кистом
- Батаља, Мајкл, сценариста и илустратор дела Прашина, које се налази у архиву Мичигенског универзитета
- Бекдел, Алисон, ауторка стрипа Dykes to Watch Out For
- Бендис, Брајан Мајкл, аутор стрипа Моћи, сценариста стрипа Нови Спајдермен
- Берден, Боб
- Берн, Џон
- Бернс, Чарлс, аутор стрипова El Borbah и Црна рупа
- Берч, Вејн
- Берџер, Карен
- Бјусик, Курт, аутор стрипа Marvels и Astro City
- Бјусема, Сал, дугогодишњи цртач у кући Marvel Comics и Џонов брат
- Бондурант, Брајан, аутор/издавач
- Бранер, Френк
- Брејфогл, Норм
- Бренан, Т. Кејси
- Вагнер, Мет, аутор стрипова Мејџ и Грендел
- Вин, Лен, коаутор стрипова Ствар из мочваре и Нови X-Men
- Вајс, Морис
- Вакс, Ендру, аутор стрипова CROSS и Underground
- Валентино, Џим, аутор стрипа Shadowhawk, саоснивач куће Image Comics
- Васкез, Џонен, аутор стрипова Џони, манијакални убица и Скви и освајач
- Вејд, Марк, аутор стрипова Муња и Долази краљевство
- Вер, Крис, аутор стрипова The Acme Novelty Library и Џими Кориган
- Вес, Чарлс
- Вилијамсон, Ал
- Вилингам, Бил, аутор стрипа The Elementals, сценариста стрипа Басне
- Вич, Рик
- Волер, Рид, аутор стрипа Omaha, the Cat Dancer
- Вон, Брајан Кеј сценариста стрипова Бегунци, Ипсилон: последњи човек и Екс машина
- Ворен, Адам аутор стрипа Livewires и америчке верзије стрипа Dirty Pair
- Вуд, Воли
- Вудринг, Џим, аутор стрипа Френк
- Вулфман, Марв, коаутор стрипова Нови тинејџери титани и Блејд
- Галагер, Фред
- Галачи, Стив, аутор стрипа Albedo Anthropomorphics
- Гербер, Стив, аутор стрипа Патак Хауард, познат по сценаријима за стрип из 70-их Човек ствар
- Гилис, Питер Б., аутор стрипа Strikeforce: Morituri
- Гифин, Кит, цртач стрипова Лига суперхероја, коаутор стрипа Лобо, аутор стрипа Ambush Bug
- Глекнер, Фиби, ауторка стрипа Живот једног детета и Дневник једне тинејџерке
- Голдберг, Стен, цртач у едицији Сребрно доба, карикатуриста и колориста познат по раду на Марвеловим хумористичким стриповима
- Голден, Мајкл, цртач оловком стрипа Micronauts
- Грамет, Том
- Грегори, Роберта, ауторка стрипа Naughty Bits
- Грејнинг, Мет, аутор стрипа Живот у паклу и Симпсонови
- Грејнџер, Шон, сценариста/аутор стрипова Невини, Породичне кости, и Gene Gardens; уредник/издавач у кући King Tractor Press
- Грел, Мајк, аутор стрипа Jon Sable Freelance и сценариста стрипа Зелена стрела
- Грин, Џастин, аутор стрипа Бинки Браун
- Грифит, Бил, аутор стрипа Zippy the Pinhead
- Дароу, Џеф, аутор стрипа Шаолински каубој и Big Guy and Rusty the Boy Robot
- Дарси, Дејм, аутор алтернативног стрипа Meatcake
- Дејвид, Питер, сценариста познат по раду на стрипу Невероватни Халк и Супердевојка
- Дејвис, Џек
- Дематеис, Џеј Ем
- Димаса, Дајана, ауторка стрипа Hothead Paisan
- Дитко, Стив, коаутор стрипа Спајдермен  и Доктор Стрејнџ
- Дич, Ким
- Домингез, Ричард, аутор стрипа Црни мачак
- Доран, Колин, аутор стрипа A Distant Soil
- Дрејк, Арнолд
- Дрингбер, Мајк, коаутор стрипова Вртоглавица и Пешчани човек
- Еванијер, Марк
- Ејбел Џесика
- Елдер, Бил
- Енглхарт, Стив, сценариста у кући Marvel Comics
- Ерс, Дик, цртач оловком, активан у периоду од 1950. до 2000, један од напознатијих и најцењенијих тушера на стриповима Џека Кирбија
- Еспиноза, Род, аутор вишетомне Неотопије и стрипа Храбра принцеза.
- Ингелс, Грејам
- Инфантино, Кармајн, цртач у кући DC Comics, потом директор
- Изабела, Тони, плодан сценариста Marvel Comics-а из 70-их година
- Кевин Истман, коаутор стрипа Нинџа корњаче
- Јергенс, Ден, аутор стрипа Booster Gold и сценариста-цртач стрипа Супермен
- Јун, Томи, аутор стрипа Бастер, чудесни медвед, сценариста/цртач стрипа Тркач
- Калута, Мајк
- Канон, Макс
- Карди, Ник
- Кастри, Алан
- Кертис, Мајк, аутор стрипа Шанда Панда
- Кесада, Џо, цртач, сценариста, главни уредник у кући Marvel Comics
- Кесел, Барбара
- Кесел, Карл
- Кирби, Роберт, аутор стрипа Curbside
- Кит, Сем, аутор стрипа Макс
- Клајн, Тод
- Клуз, Данијел, аутор стрипа Свет утвара и Eightball
- Кокрум, Дејв, коаутор стрипа X-Men
- Колан, Џин, дугогодишњи цртач у кућама Marvel и DC, најпознатији по некадашњем стрипу Дердевил
- Комински-Крам Алин, ауторка стрипа Хорда (стрип)
- Конвеј, Џери, аутор стрипа the Punisher и Firestorm; сценариста већег броја епизода Бетмена из раних 80-их
- Корбен, Ричард
- Крам, Роберт
- Крејн IV, Волтер Ес, аутор стрипа Шиба
- Кристијансен, Теди, цртач Вертиговог стрипа Кућа тајни
- Куберт, Џо
- Кути, Никола, уредник у кући Charlton Comics, коаутор стрипа E-Man
- Ларсен, Ерик, аутор стрипа Дивљи змај, саоснивач издавачке куће Image Comics
- Левиц, Пол, дугогодишњи сценариста стрипа Лига суперхероја
- Лејтон, Боб
- Лерд, Питер, коаутор стрипа Нинџа корњаче
- Ли, Стен, уредник у кући Marvel Comics (касније Timely Comics) од 1941. до 1972, потом издавач; коаутор многих стрипова Marvel Comics-а укључујући Фантастичну четворку, Халка и Спајдермена
- Ли, Џим, коаутор стрипа Рисови и Gen¹³, саоснивач издавачке куће Image Comics
- Лили, Мајк, Nightwing, Vampirella Revelations и коаутор The Mercury Chronicles
- Линснер, Џозеф Мајкл, аутор стрипа Зора
- Липски, Боб, аутор стрипа Девојка из предграђа
- Литл, Џејсон
- Лифилд, Роб, аутор стрипа Јангблад и Supreme, саоснивач Image Comics-а
- Ло, Рик, аутор стрипа Иза вела
- Ловече, Френк, аутор стрипа Epic Comics-а Атомско доба"; сценариста Razorline-овог Hokum & Hex
- Мавридес, Пол
- Магин, Елиот Ес
- Маден, Мат, аутор дела 99 начина да се исприча прича: стилске вежбе“ (по Ремону Кеноу)
- Мак, Дејвид, аутор стрипа Кабуки
- Макгрегор, Дон, аутор једног од првих цртаних романа, сценариста стрипова Killraven и Црни пантер
- Макдонел, Лук
- Маклауд, Боб
- Маклауд, Скот, аутор стрипа Zot!, Understanding Comics и Reinventing Comics
- Макманус, Шон
- Макнил, Карла Спид, аутор стрипа Finder
- Макфарлан, Тод, аутор стрипа Спон, саоснивач куће Image Comics
- Маликин, Рејмонд
- Ман, Поп, аутор стрипа Blank и коаутор стрипа Spyboy
- Мантло, Бил, плодни сценариста Marvel Comics-а из 70-их и 80-их година
- Маркос, Пабло
- Мартин, Марк
- Мејерик, Вал, цртач у кући Marvel 70-их година, најпознатији по стриповима Конан и Човек-ствар
- Мет, Џо
- Мијазава, Такеши, цртач стрипа Мери Џејн
- Милер, Френк, аутор стрипа Бетмен: Бетмен: повратак мрачног витеза, Град греха, и Бетмен: година прва
- Мињола, Мајк, аутор стрипа Hellboy
- Мичел, Стив
- Мишелини, Дејвид
- Молдов, Шелдон, каоутор стрипова Девојка-соко у серијалу „Златно доба“, дугогодишњи „цртач из сенке“ за Боба Кејна
- Мотер, Дин, аутор стрипова Mister X, Terminal City, Електрополис, Бетмен: девет живота
- Муни, Џим, цртач најпознатији по стрипу Супердевојка
- Мур, Ричард, аутор стрипа Далеки запад и Boneyard
- Мур, Тери
- Окамото, Мајк, добитник награде Рас Манинг
- Олред, Мајк, аутор стрипа Madman
- О’Нил, Ден, андерграунд цртач, оснивач Air Pirates-а
- О’Нил, Денис, сценариста стрипа Зелена лампа и Питање
- Ордвеј, Џери, дугогодишњи цртач стрипа All-Star Squadron и Супермен
- Орландо, Џо
- Остин, Тери
- Острандер, Џон, коаутор стрипа GrimJack, цртач стрипова Утвара и Марсовски ловац на људе
- Отни, Рајан Скот, сценарист стрипова Легенда о Изиди, Бандити у бикинијима и The Prometheus Effect; оснивач куће Scryptic Studios
- Палмер, Том
- Палмиоти, Џими, сценариста и цртач
- Патон, Чак
- Пекар, Харви, аутор стрипа Амерички сјај
- Перез, Џорџ, коаутор стрипа Нови тинејџерски титани, цртач стрипа Осветници и Чудесна жена
- Пери, Фред, аутор стрипа Копач злата и Оставштина
- Перлин, Дон
- Персел, Стив, аутор стрипа Сем и Макс
- Пини, Венди, аутор стрипа Elfquest
- Плуг, Мајк, цртач познат по стрипу Човек-ствар и Аветињски јахач куће Marvel Comics
- Портасио, Вилс
- Потс, Карл, уредник Marvel Comics-овог Epic додатка, коаутор стрипа Легија ванземаљаца
- Рајс, Даг, аутор стрипа Динама Џо
- Рајтсон, Берни, коаутор стрипа Ствар из мочваре
- Рака, Грег
- Расел, Пи Крејг
- Ем Рашид, аутор стрипа Monsters 101
- Рис, Ралф
- Робинс, Трина, феминистичка теоретичарка стрипа те цртачица и сценаристкиња; радила и на Чудесној жени али и на андерграунд стриповима
- Робинсон, Џери
- Родригез, Спејн
- Роза, Дон
- Рос, Алекс, цртач стрипа Marvels и Долази краљевство
- Роџерс, Маршал
- Русос, Џорџ, познат и као Џорџ Бел, тушер у кући Marvel Comics најпознатији по раду на раним епизодама стрипа Фантастична четворка Џека Кирбија
- Сајмон, Џо, први уредник у кући Marvel Comics (тада Timely Comics), коаутор стрипа Капетан Америка, дугогодишњи сарадник Џека Кирбија
- Сакај, Стен, аутор стрипа Usagi Yojimbo
- Сала, Ричард, аутор стрипа Peculia
- Сантијаго, Вилфред, аутор стрипа My Darkest Hour, у издању Fantagraphics Books
- Северин, Џон, Мерин брат
- Северин, Мери, Џонова сестра
- Сида, Дори, аутор сатиричних андерграунд стрипова из 80-их
- Силвестри, Марк
- Симонсон, Волт
- Симонсон, Луиза
- Синкевич, Бил, цртач, најпознатији по стрипу Електра: убица
- Синот, Џо, цртач који је за многе најбољи тушер цртежа Џека Кирбија; најпознатији по раду на стрипу Фантастична четворка, а његов рад укључује и Кирбијеве уводне цртеже за стрипове Dr. Doom, Галактус, Нељуди
- Слајфер, Роџер, сценариста стрипа Човек омега и коаутор стрипа Лобо
- Слот, Дан, сценариста стрипова Женски Халк, Great Lakes Avengers и Ствар
- Смајли, Марк, аутор тротомног серијала Артезија
- Смит, Пол
- Смит, Џеф, аутор стрипа Кост
- Спигелман, Арт, аутор стрипа Миш који је добио Пулицерову награду
- Стејтон, Џо, коаутор стрипа E-Man куће Charlton Comics
- Стелфриз, Брајан
- Стенли, Џон
- Стеранко, Џим, сценариста/цртач из 60-их, најпознатији по стрипу Ник Фјури, агент Ш. Т. И. Т.-а те по померању уметничких граница стрипа
- Стерн, Роџер
- Тајлер, Карол
- Таска, Џорџ
- Томас, Рој, уредник у кући Marvel Comics у 70-им годинама; као сценариста, најпознатији по стриповима Осветници и Конан варварин
- Томине, Адријан, аутор стрипа Видни живац
- Тотлбен, Џон, дугогодишњи цртач стрипа Ствар из мочваре
- Тримпе, Херб, дугогодишњи цртач стрипа Невероватни Халк
- Труман, Тим, коаутор стрипа GrimJack
- Фелдстајн, Ал, сценариста и издавач у кући EC
- Фленикен, Шари, аутор стрипа Trots and Bonnie
- Флинер, Мери
- Форт, Џон, некадашњи цртач стрипа Легија суперхероја
- Фразета, Френк
- Френц, Рон
- Фридрик, Гари, сценариста едиције Златног доба, најпознатији по стрипу Наредник Фјури и његови командоси; није у сродству са Мајком
- Фридрик, Мајк, сценариста из 70-их година; издавач једног од првих независних стрипова, Star Reach
- Хаднал, Џејмс Ди
- Хама, Лари
- Хамнер, Кали, цртач у кућама DC, Marvel те Gaijin Studios
- Харис, Тони, најпознатији као цртач стрипа Стармен
- Харис, Џек
- Хауел, Ричард
- Хенри, Флинт, цртач стрипа GrimJack
- Хернандез, Гилберт „Бето“, коаутор стрипа Љубав и ракете
- Хернандез, Марио, коаутор стрипа Љубав и ракете
- Хернандез, Хаиме, коаутор стрипа Љубав и ракете
- Хоберг, Рик
- Чанг, Бернард
- Чарест, Травис, цртач оловком стрипа Wildcats
- Чејмберлен, Коди, цртач стрипа "30 Days of Night" и "Digital Webbing"
- Чироко, Френк
- Џела, Џо, тушер у едицији Сребрно доба куће DC Comics
- Џоунс, Брус
- Џоунс, Кели
- Џоунс, Рас, цртач оловком, тушер, сценариста, уредник
- Џоунс, Џеф, сценариста најпознатији по стрипу Флаш, Зелена лампа и Infinite Crisis
- Шелтон, Гилберт, аутор стрипа The Fabulous Furry Freak Brothers
- Шерман, Џим
- Шипман, Гари, аутор стрипа Пакинсонова земља
- Шипман, Рода, косценариста стрипа  Пакинсонова земља
- Шраг, Аријел
- Шутер, Џим, сценариста стрипа Легија суперхероја и многих других; главни уредник у издавачкој кући Marvel Comics у 80-им годинама

### Аутори стрипова: преминули
- Ајгер, Џери
- Ајснер, Вил, аутор стрипа Спирит, сценариста и предавач
- Апаро, Џим, цртач у кући DC Comics, најпознатији по раду на стрипу Бетмен у 70-им годинама
- Арнолд, Еверет Еј „Бизи“, уредник у кући Quality Comics
- Аткинсон, Рут
- Бајро, Чарлс, 1911-1972, аутор стрипа Steel Sterling. Најпознатији по раду са издавачем Левом Глисоном из куће Comic House
- Баркс, Карл, дугогодишњи цртач и сценариста стрипова Паја Патак и Баја Патак
- Бек, Си Си, аутор оригиналног стрипа Капетан Марвел
- Боринг, Вејн, најпознатији као главни цртач стрипа Супермен касних 40-их и раних 50-их
- Бјусема, Џон, дугогодишњи цртач у кући Marvel Comics
- Бургос, Карл, аутор стрипа Човек бакља
- Вајсингер, Морт, уредник наслова о Супермену у едицији Сребрно доба
- Вуд, Воли, најпознатији по раду у кући EC Comics
- Џијакоја, Френк, познат и као Френк Реј, тушер на серијалу Сребрно доба, сарађивао са Џеком Кирбијем на стрипу Капетан Америка
- Готфредсон, Флојд - цртач Дизнијевих стрипова
- Грејам, Били
- Гудвин, Арчи
- Густафсон, Пол, аутор стрипа Анђео у серијалу Златно доба
- Декарло, Ден, дугогодишњи сценариста-цртач за кућу Archie Comics, аутор стрипа Josie and the Pussycats
- Дилин, Дик, дугогодишњи цртач стрипа Америчка лига праведних
- Дубојс, Гејлорд, аутор стрипа Brothers of the Spear, дугогодишњи цртач стрипова Тарзан, Рој Роџерс, Тарок, Космичка породица Робинсон и многих других
- Еванс, Џорџ
- Еверет, Бил, аутор стрипа Namor the Sub-Mariner
- Ејбел, Џек
- Ендру, Рос, цртач оловком, најпознатији као наследник Џона Ромите на стрипу Чудесни Спајдермен
- Карцман, Харви
- Кејн, Боб, аутор стрипа Бетмен
- Кејмен, Џек
- Кејн, Гил, цртач стрипа Зелена лампа, Атом, Чудесни Спајдермен те осталих ликова серијала Сребрно доба; један од првих иноватора у жанру цртаних романа
- Келер, Џек, дугогодишњи цртач стрипа Kid Colt
- Кирби, Џек, коаутор стрипа Капетан Америка, коаутор стрипова куће Marvel Comics као што су Фантастична четворка, Халк и Ексмен
- Клајн, Џорџ, тушер у серијалу Сребрно доба
- Кол, Џек, аутор стрипа Пластични човек
- Колета, Винс, тушер познат по раду на стрипу Моћни Тор Џека Кирбија
- Крандал, Рид
- Крејг, Џони
- Кригстајн, Берни
- Лив, Морт
- Манили, Џо, цртач у кући Atlas из 50-их година, најпознатији по стриповима  Црни витез, Златна чељуст и Ринго Кид
- Манинг, Рас, један од цртача стрипа Тарзан
- Мејер, Шелдон, цртач на серијалу Златно доба за издавачку кућу DC Comics, аутор стрипа Sugar & Spike
- Мескин, Мортон
- Мориси, Пит
- Мороу, Греј
- Мортимер, Вин
- Новик, Ирв
- Орландо, Џо
- Сатон, Том
- Свон, Курт, најпознатији као главни цртач стрипа Супермен у 60-им годинама
- Сегар, И Си, аутор стрипова Thimble Theatre и Морнар Попај
- Сиковски, Мајк
- Стајнберг, Сол
- Стоун, Чик, тушер на серијалу Сребрно доба, најпознатији по сарадњи са Џеком Кирбијем
- Тартаљони, Џон
- Толивер, Ал - најпознатији као цртач стрипа Паја Патак
- Тот, Алекс
- Фајн, Лу, аутор стрипа Црни кондор
- Фингер, Бил
- Фокс, Гарднер, дугогодишњи сценариста стрипа Америчка лига правде и многих других
- Хартли, Ал
- Хек, Дон
- Шварц, Џулијус, уредник у кући DC Comics, најчешће се помиње као покретач едиције Сребрно доба стрип свески
- Шомберг, Алекс
- Шорс, Сид, цртач на серијалу Златно доба, цртач стрипа Капетан Америка, активан 70-их година
- Шулц, Чарлс аутор стрипа Клинци из моје улице

### Аутори стрип свезака: непознат статус
- Ејвисон, Ал, цртач стрипа Капетан Америка у едицији Златно доба
- Даглас, Стив
- Грејнџер, Сем
- Персел, Хауард
- Рајнман, Пол, цртач оловком и тушер у едицији из 50-их Сребрно доба, најпознатији по раду са Џеком Кирбијем на стрипу Невероватни Халк бр. 1
- Рајт, Грегори